# Diósjenő
Diósjenő là một thị trấn thuộc hạt Nógrád, Hungary. Thị trấn này có diện tích 57,5 km², dân số năm 2010 là 2936 người, mật độ 51 người/km².